# Giovita Brescianino
 (juillet 2025).
Pour les articles homonymes, voir Brescianino.
Giovita Brescianino ou Giovita da Brescia ou encore Brescianino (né à Brescia  actif dans les années 1580) est un peintre italien  du XVIe siècle.

## Biographie
Giovita Brescianino a été un élève de Lattanzio Gambara.

## Sources
- (en) Cet article est partiellement ou en totalité issu de l’article de Wikipédia en anglais intitulé « Giovita Brescianino » (voir la liste des auteurs).